# 誠道塾
誠道塾（せいどうじゅく、World Seido Karate Organization ）は、アメリカ合衆国のマンハッタンに本部を置く空手団体。1976年に日本の空手家・中村忠により設立された。正式名称は世界誠道空手道連盟 誠道塾（せかいせいどうからてどうれんめい せいどうじゅく）。

## 概要
フルコンタクト空手の祖と呼ばれる国際空手道連盟極真会館において「極真四天王」の一人に数えられ、極真史上初の正師範代であった中村が1966年に渡米し、ニューヨークに極真会館の支部道場を開設。後に極真会館北米本部を設立し、北米における極真空手の普及に尽力する。渡米後、マスコミの力を借りて組織が巨大化し始めた極真会館本部の商業主義と意見が合わず、次期極真会館々長筆頭候補であったにもかかわらず、第1回全世界空手道選手権（1975年）の成功をもって極真会館を脱退し、理想の空手道普及を目指し1976年に誠道塾を設立した。
日本では逆輸入のような形で複数の支部が開設されており、国内大会も定期的に開催されている。

## 沿革
- 1966年 - ニューヨークに渡り、ブルックリンアカデミーミュージックにて道場を開く。
- 1971年 - マンハッタンにて極真会館北米本部を設立する。
- 1976年 - 極真会館から脱退し、誠道塾を興す。同時に道場を現在地に移転する。
- 1987年 - 誠道塾ベネフィット基金を設立する。
- 1996年10月20日 - リンカーンセンターのエイブリーフィッシャーホールにて20周年記念式典を開催。また、10月20日がニューヨーク市の「世界誠道空手記念日」として公式に認定される。
- 2006年6月6日から10日 - 30周年記念式典を開催。

## 理念
「誠道」とは中庸における以下の言葉を由来とする。
```
誠者天之道也　誠之者人之道也　（誠は天の道なり　これを誠するは人の道なり）
```

「尊敬」「愛」「従順」を基本理念とする。「人間空手」を標榜し、老若男女や障害を問わず生涯を通じて学べる空手を追求している。
安全性を重視し、自由組手は基本的攻防技術を身に付けた4級:グリーン帯以上のみ行うことが許可され（5級:アドバンス・イエロー帯からライトスパーリング）、その際にも「相手のダメージを軽減する為」に防具(ヘッドギア・マウスピース・グローブ・ファールカップ・フットプロテクター)着用が義務付けられている。

## 級・段位
定められた時間の稽古を行ったうえ、昇級審査を受けて合格すれば昇級することができる。昇級時には帯色および呼称が次のように変化する。
- 10級 - ホワイト
- 9級 - アドバンス・ホワイト
- 8級 - ブルー
- 7級 - アドバンス・ブルー
- 6級 - イエロー
- 5級 - アドバンス・イエロー
- 4級 - グリーン
- 3級 - アドバンス・グリーン
- 2級 - ブラウン
- 1級 - アドバンス・ブラウン

10級から3級までは「道場生」、2級に昇級すると正式に「弟子」とされる。
1級に昇級後、さらに長期間の研鑚を積んで技術面・精神面共に認められた者は昇段審査の受審を許可される。昇段後は帯色がブラックになる。又、段位に応じて次のような呼称をもつ。
- 初段～3段 - 先輩
- 四段 - 先生
- 五段 - 教士
- 六段 - 準師範
- 七段 - 正師範
- 八段 - 首席師範

この他、少年部では少年初段位、少年二段位がある。

## 型
- 太極(1〜3)
- 誠道(1〜5)
- 平安(1〜5)
- 三戦
- 転掌
- 撃砕(大)
- 撃砕(小)
- 安三
- 突きの型
- 最破
- 征遠鎮
- 知音
- 古流五十四歩
- 観空

## 基本組手
No.1～No.7まである。

## 約束組手
No.1～No.5まである。

## セルフ・ディフェンス
- ベーシック・セルフ・ディフェンス - No.1～No.10まである。
- インターミディエイト・セルフ・ディフェンス - No.1～No.10まである。
- アドバンス・セルフ・ディフェンス - No.1～No.10まである。

## 武器術
有段者には「棒」「杖（じょう）」「釵（サイ）」といった武器術の習得が課される。